# Wood-Ridge
Ne doit pas être confondu avec Coolidge, Woodbridge ou Wooldridge.
Wood-Ridge est un borough situé dans le comté de Bergen dans l'État du New Jersey. En 2010, sa population est de 7 626 habitants.